# Smino
Smino, pseudonimo di Christopher Smith Jr. (Saint Louis, 2 ottobre 1991), è un rapper statunitense.

## Biografia
Smino, nato e cresciuto in una famiglia di musicisti, ha esordito nell'industria discografica con l'album in studio Blkswn, pubblicato nel marzo 2017.
Ha poi inciso il secondo LP Noir (2018), progetto con cui ha ottenuto il suo primo ingresso nella Billboard 200. Luv 4 Rent (2022), terzo disco in studio, si è fermato al 50º posto della classifica statunitense.

## Discografia

### Album in studio
- 2017 – Blkswn
- 2018 – Noir
- 2022 – Luv 4 Rent
- 2024 – Maybe in Nirvana

### EP
- 2016 – Blkjuptr

### Singoli
- 2014 – Smellin like a Re-Up
- 2015 – Sick Sick Sick
- 2015 – Ciabatta
- 2016 – Kajun (feat. Jean Deaux & Phoelix)
- 2016 – Lemon Pon Goose (feat. Jean Deaux)
- 2016 – Menu
- 2017 – Kompany (con Monte Booker e Phoelix)
- 2017 – Pecans (feat. Terrace Martin)
- 2018 – New Coupe, Who Dis? (feat. Mick Jenkins)
- 2018 – Coupe Se' Yern
- 2019 – Reverend
- 2019 – Trina
- 2019 – High 4 da Highladays
- 2020 – Tempo
- 2020 – Baguetti (con JID e Kenny Beats)
- 2020 – Backstage Pass (con Monte Booker e The Drums)
- 2021 – MLK Dr
- 2021 – Rice & Gravy (con Monte Booker)
- 2021 – I Deserve (feat. Nos)
- 2022 – 90 Proof (con J. Cole)
- 2022 – Modennaminute (con Lucky Daye e Phoelix)
- 2022 – Louphoria (con Cruza)
- 2024 – Mister Misfit but Ain't Missed a Fit in Months
- 2024 – Polynesian
- 2024 – Nokia (con Cousin Stizz)
- 2024 – Passenger Princess (con Aminé)